# Medicamento genérico

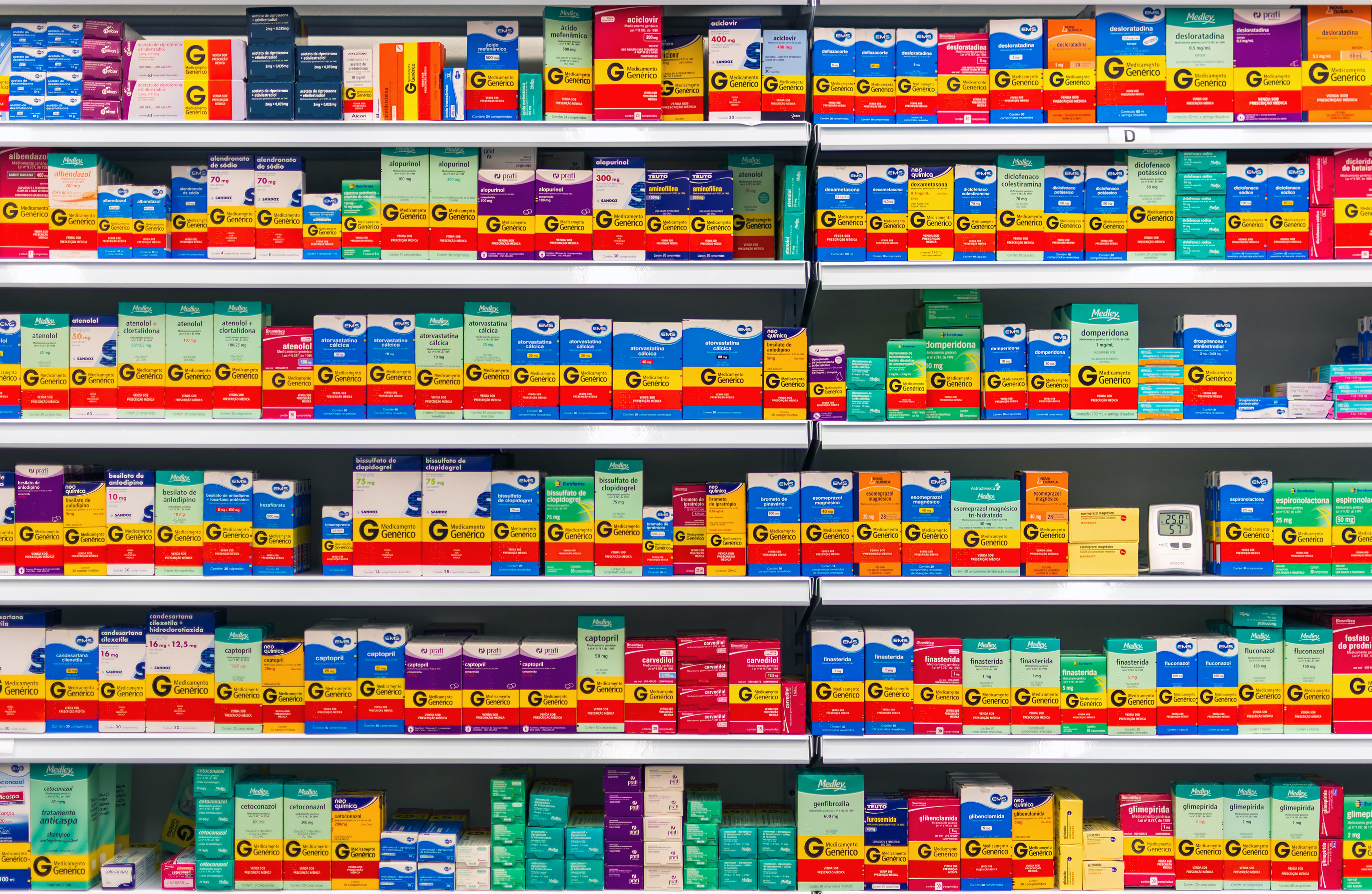
En algunos países como Brasil (en la foto) y Francia, más del 20% de los medicamentos disponibles a la venta son genéricos.

Un medicamento genérico es aquel cuya composición química se encuentra en dominio público, o que posee la misma concentración y dosificación que un equivalente cuya patente haya caducado. Produce los mismos efectos que este último, ya que poseen el mismo principio activo.

## Definición
Según la OMS, un medicamento genérico es aquel que se vende bajo la denominación del principio activo que incorpora, suficientemente bioequivalente a la marca original, es decir, igual en composición y forma farmacéutica y con muy parecida biodisponibilidad que la misma. Puede reconocerse porque en el envase del medicamento, en lugar de un nombre comercial, figura el nombre de la sustancia de la que está hecho (llamado principio activo en la nomenclatura DCI), seguido del nombre del laboratorio fabricante. En Colombia y en los países del Caribe y Centroamérica, se suele imprimir un ribete verde con letras blancas que diferencian como Medicamento esencial a todos aquellos fármacos producidos sin un nombre comercial específico, o aquellos que, a pesar de tener una patente comercial registrada, son necesarios en el tratamiento de enfermedades trágicas o epidemias. En Chile, los medicamentos genéricos que cumplan con bioequivalencia deben llevar una franja amarilla que los identifique. En México, se agregan las siglas GI ("Genérico Intercambiable"), y en España se agrega el acrónimo "EFG" ("Equivalente Farmacéutico Genérico").
Un medicamento genérico puede comercializarse una vez vencida la patente del medicamento de marca, siempre que reúna todas las condiciones de calidad y que demuestre bioequivalencia con el original (OMS-OPS). También debe ofrecer la misma seguridad que cualquier otro medicamento. Todos los fármacos aprobados por un ministerio de salud o una autoridad sanitaria que tenga dicha tarea han de pasar por los mismos controles de calidad, seguridad y eficacia.
Países como Alemania, Gran Bretaña, Francia, Italia y España son los principales mercados de genéricos en Europa, y alcanzan hasta el 68 por ciento de los medicamentos; en otros países, como Polonia, representan casi el 80 por ciento del mercado. El conocimiento y cultura sobre el tema ha sido la diferencia de tantos años en la utilización y promoción continua en estos países.
En el caso de Norteamérica, también es sorprendente la participación de mercado que tienen los genéricos: Canadá, 55%, en el 2009; Estados Unidos, 69%. El beneficio para el usuario final se traduce en el ahorro que esto representa, al contar con la tecnología para producir los medicamentos, cumpliendo los requisitos internacionales.
Por falta de información, a veces se piensa que la industria de los genéricos no invierte en investigación y desarrollo. Sin embargo, tan sólo en Canadá, la Asociación Canadiense de Genéricos confirmó que en estos ramos se invierten aproximadamente $615 millones de dólares cada año.[cita requerida]
En México, según datos de la Organización Mundial de Salud (OMS), del total de los medicamentos que se comercializan actualmente, un 45% son genéricos y el restante 55%, son de patente.[cita requerida]

### Requisitos para un genérico intercambiable
- I. Registro sanitario vigente
- II. Misma sustancia activa y misma forma farmacéutica, igual concentración o potencia, misma vía de administración y mismas especificaciones farmacopeicas.
- III. Cumplir con las pruebas establecidas por la agencia regulatoria nacional.
- IV. Comprobar, por medio de estas pruebas, que los perfiles de disolución o biodisponibilidad son equivalentes a los del medicamento innovador o producto de referencia (bioequivalencia).

## Precios de referencias
Un precio de referencia es la cuantía máxima con la que se financian con fondos públicos los medicamentos. 

## Ventajas
La principal ventaja de un medicamento genérico frente a un medicamento de marca es el menor costo de fabricación, ya que el genérico no requiere inversión en investigación, puesto que no tienen que desarrollar una nueva molécula para su desarrollo y promoción. Además de la ventaja del precio, estos medicamentos cumplen con los mismos registros sanitarios que los medicamentos de marcas y tienen la misma eficacia sobre el organismo.
Un medicamento genérico es autorizado oficialmente sobre la base de estudios científicos, una vez expirado la patente del medicamento de marca que es la que le da exclusividad por cierto período de tiempo en el mercado, los fabricantes de fármacos pueden acceder a ella y desarrollar el genérico
En España existe el precio de referencia desde el 1 de noviembre de 2011, que obliga a bajar las marcas a precio de genérico. Por lo tanto en España no hay diferencia de precios entre los fármacos del mismo grupo de referencia. En España vale lo mismo un genérico (EFG) que su respectiva marca comercial.

## Polémica sobre los genéricos
Desde diferentes instancias se ha hecho un llamado a las posibles desventajas que pueden presentar los medicamentos genéricos. Aunque es prácticamente imposible recogerlas todas, en esta sección se comentarán algunas, exponiendo los argumentos a favor y en contra en cada caso.
- Margen de actividad:

1. Argumento: el medicamento genérico puede tener supuestamente una actividad entre ±20% de la actividad del medicamento de marca. No es lo mismo 8 mg de un producto que 10 mg de uno con patente.

Se trata de un argumento falso, la variabilidad admisible no es un 20% en cantidad de principio activo, es un margen estadístico de variabilidad en cuanto a parámetros farmacocinéticos, nunca en cantidad de principio activo).
1. Contraargumento: el margen del ±20% se ha establecido porque es el mismo que se le permite a cualquier marca comercial entre sus distintos lotes. Es decir, que a un fármaco que deba tener 10 mg en una presentación comercial, se le permite tener desde 8 mg hasta 12 mg.[12],[2],[13]
2. Argumento: debido a que para determinadas enfermedades, como por ejemplo las que afectan al sistema nervioso, pequeñas variaciones en la dosis de la medicación pueden provocar graves percances no se suelen recetar medicamentos genéricos de sedantes, hipnóticos... (Debido, obviamente, a que no tienen los mismos efectos que un medicamento de marca, que ha sido investigado, estudiado y analizado meticulosamente).
3. Contraargumento: Existen numerosos genéricos de esos grupos. Otra cosa es que en cada país establecen unas limitaciones y en casos concretos algunos principios activos pueden quedar excluidos.[14]

- Mayor variabilidad (color, forma, etc.)

1. Argumento: los genéricos permiten un mayor número de laboratorios fabricando, cada uno con su envase característico y con variaciones en el color, tamaño, marcas, etc., de la presentación concreta. Esto puede llevar a confusiones de los pacientes y originar intoxicaciones o daños producidos por la toma equivocada de fármacos.
2. Contraargumento: la forma idónea de que un paciente conozca los fármacos que toma es por el nombre del principio activo. Es decir, un paciente debe saber lo que es el Paracetamol, de la misma forma que sabe lo que es el Febrectal (por ejemplo, en España). El mismo problema lo puede tener con diferentes presentaciones con marca del principio activo y por ejemplo tomar una marca comercial de paracetamol porque le duele la cabeza y a la vez tomarse otra marca comercial porque tiene fiebre (por ejemplo en el caso de un resfriado). Como el paciente se fija en el nombre comercial y no en el principio activo, piensa que son compuestos diferentes y puede tener problemas de intoxicación. Con los genéricos esto no ocurriría, puesto que en ambos vendría indicado el paracetamol como nombre sustitutorio a la marca.

De todas formas, en los años que llevan funcionando los genéricos los organismos internacionales de vigilancia de fármacos (Programa Tarjeta Amarilla de la OMS, en el que hay incluidos cerca de 100 países), han recogido un número insignificante de comunicaciones de casos de este tipo.
- La calidad va con el precio.

1. Argumento: nadie regala nada. Si los genéricos son más baratos, por algo será.
2. Contraargumento: en el precio de venta de un específico, influyen varios conceptos: coste de los productos, coste del cartonaje, pago de patente, coste de comercialización, impuestos estatales, margen de beneficios de la industria farmacéutica, margen de beneficios de la farmacia dispensadora, actividades de promoción del producto entre la clase médica y farmacéutica, etc. En la inmensa mayoría de los casos el precio del principio activo (la sustancia que realmente hace efecto) no llega ni al 5% del precio final del producto. En cambio, los gastos ligados al margen comercial de las farmacias rara vez bajan del 20% (según países), los gastos de promocionar el producto entre el 15% y el 20%, e incluso los gastos de envasado (cartonaje y demás) en ocasiones son superiores a los del propio principio activo. El menor gasto del genérico suele venir fundamentalmente por cuatro vías: No se paga patente, los gastos de envasado son menores, el margen de la farmacia dispensadora es menor y los gastos de promoción comercial prácticamente nulos. Además, en ocasiones el estado baja las tasas para este tipo de productos.
3. Contraargumento al contraargumento: La patente no "se paga", se pide autorización y tras los estudios pertinentes te la adjudican o no. Los gastos de envasado no tienen por qué ser menores. El margen de la farmacia es el mismo (según el PVP del medicamento. En España, si es menor a 91,63 €, el margen es de 27,9%, sea genérico o no), la promoción comercial es nula en ambos casos, pues está prohibida por la ley. La diferencia en el precio es la inversión en investigación del principio activo (que se recupera con creces en el tiempo que dura la patente) y en el margen del laboratorio. Al expirar una patente, la diferencia de precio sólo se establece en función del beneficio de cada laboratorio.

- Los laboratorios que fabrican genéricos no investigan

1. Argumento: si la tasa de medicamentos genéricos consumidos con respecto al total es alta, los laboratorios que investigan nuevos fármacos no podrán mantener la investigación, y no habrá fármacos nuevos.
2. Contraargumento: si todos los medicamentos esenciales no tuvieran genéricos, los sistemas sanitarios públicos serían insostenibles y el precio tan alto haría también prohibitiva su adquisición privada. Los laboratorios que investigan un fármaco tienen unos años, en los cuales la patente está protegida. Habría que avanzar hacia hacer proporcional la duración de esta patente a la inversión económica del laboratorio.

- Los medicamentos genéricos están haciendo más ricos a los farmacéuticos propietarios de farmacias

1. Argumento: los laboratorios fabricantes de genéricos están ofreciendo importante descuentos y ofertas a los farmacéuticos propietarios de farmacias que no hacían los fabricantes de moléculas originales
2. Contraargumento: Aunque el margen de beneficios de los genéricos sea mayor por las bonificaciones que ofrecen los laboratorios de genéricos, éstos tiene un precio menor que los de marca, por lo que el beneficio neto puede ser igual o incluso menor para el farmacéutico.

## Argumentos a favor y en contra de la producción farmacéutica por parte del sector público
Brasil, China, Egipto, India, Indonesia, Nepal, Sri Lanka y varias de las antiguas economías de planificación central constituyen ejemplos de países con una importante producción estatal, generalmente administrada por el Estado. Otros varios gobiernos han emprendido y posteriormente abandonado la producción estatal o tratan de modernizar las plantas de producción estatales existentes.
A continuación, se resumen los argumentos a favor de la participación directa del sector público en la producción farmacéutica y se evalúan asimismo los datos en que se basa cada argumento.
- Ahorro resultante de la producción farmacéutica con un costo menor

Los márgenes de beneficio obtenidos mediante la producción de medicamentos genéricos en grandes cantidades (requisito habitual de los gobiernos) son bajos. Para realizar ahorros reales, la producción pública ha de ser tan eficaz como la fabricación privada a gran escala.
- Ahorro de divisas

La producción moderna de medicamentos requiere materias primas que suelen representar del 50% al 70% del costo de producción. En general, las materias primas se adquieren en el mercado internacional, y su elaboración requiere equipo que será necesario importar. Por lo tanto, el ahorro de divisas puede ser pequeño.
- Exportación de medicamentos para obtener divisas

Como se muestra en la figura 5, muy pocos países en desarrollo han desarrollado un sector de exportación de preparaciones farmacéuticas eficaz. En 1990, de 80 países productores de preparaciones farmacéuticas, sólo 16 realizaban exportaciones por un valor superior a 100 millones de dólares de los EE. UU. Esos 16 países representaban el 95% de las exportaciones mundiales. Cincuenta de los 80 países productores carecían de mercado de exportación o exportaban por valor inferior a 20 millones de dólares de los EE. UU. al año.
- Logro de la autosuficiencia

En 1990, de los aproximadamente 100 países en desarrollo que fabricaban preparaciones farmacéuticas, menos de 20 producían ingredientes activos. Muchos países han preferido abandonar la política de sustitución de importaciones y participar en el mercado internacional.
Así pues, existen pocos datos para apoyar la participación directa del sector público en la producción farmacéutica. Muchos de los problemas comúnmente asociados al sector público, tales como las connotaciones políticas de la toma de decisiones, la escasez de fondos y el funcionamiento ineficaz, han originado frecuentemente problemas de producción en las empresas farmacéuticas de propiedad pública.
Aunque es posible que se aconseje erróneamente a los gobiernos que examinen la posibilidad de establecer nuevas plantas de producción farmacéutica de propiedad estatal, el problema que plantea la gestión de las instalaciones existentes es más complejo.
La venta de centros de producción estatales al sector privado dará como resultado la mejora de los precios sólo si ese sector dispone de los conocimientos tecnoprácticos adecuados y si existe competencia. Si en las negociaciones privadas no se establece explícitamente la clase de productos que deben fabricar las empresas, se corre el riesgo de que en la gama de productos de la empresa privatizada los medicamentos esenciales pierdan terreno en beneficio de otros más caros y menos indispensables.
A corto plazo, el gobierno puede estudiar opciones menos radicales, tales como la apertura de la producción estatal a la competencia o la concesión de autonomía a las empresas farmacéuticas del Estado. Para que la competencia sea eficaz, los productores del sector público han de competir en pie de igualdad con los del sector privado, es decir, no deben percibir subvenciones especiales.

## Regulación por países

### Paraguay
De la promoción del uso del nombre genérico. Artículo 10.- El Ministerio de Salud Pública y Bienestar Social promoverá en forma conjunta, con las organizaciones médicas, farmacéuticas, odontológicas, universitarias y todas aquellas reconocidas en el arte de curar, los mecanismos que aseguren amplia comunicación,  información y educación sobre la prescripción de medicamentos por su nombre genérico.

Decreto N° 19.966/98, por el cual se reglamenta la Descentralización Sanitaria Local, la Participación Ciudadana y la Autogestión en Salud, como estrategias para el desarrollo del Sistema Nacional de Salud – Ley N° 1.032/96.LEY Nº 2320 Título I - De la prescripción Artículo 3°.- Dispónese que toda prescripción de medicamentos, sea éste monodroga o combinación a dosis fija, deberá efectuarse por el nombre genérico o sea por la Denominación Común Internacional (DCI) que se indique, seguido de su concentración, forma farmacéutica y dosis/unidad, así como de la presentación solicitada. La receta podrá indicar, además del nombre genérico, la denominación comercial o marca registrada de la especialidad farmacéutica. Artículo 4°.- Determínese que en los casos en que el profesional de salud autorizado a prescribir medicamentos considere que la especialidad farmacéutica prescrita no sea sustituible, deberá indicar, además del nombre genérico, el nombre comercial del medicamento solicitado, con la leyenda “NO SUSTITUIBLE“, seguidos de su firma, fecha y sello. Ley N° 2.320/03 de Promoción de la Utilización de medicamentos por nombre genérico.

### España
El artículo 18 de la Ley 29/2006 de garantías y uso racional de los medicamentos y productos sanitarios señala lo siguiente, respecto a la exclusividad de datos en los medicamentos de uso humano:

1. "Sin perjuicio del derecho relativo a la protección de la propiedad industrial y comercial, los medicamentos genéricos autorizados con arreglo a lo dispuesto en el artículo 17.3 no podrán ser comercializados hasta transcurridos diez años desde la fecha de la autorización inicial del medicamento de referencia. Este período de diez años de exclusividad de datos se ampliará hasta un máximo de once años si, durante los primeros ocho años del período de diez, el titular de la autorización del medicamento de referencia, obtiene una autorización para una o varias nuevas indicaciones terapéuticas y, durante la evaluación científica previa a su autorización, se establece que dichas indicaciones aportarán un beneficio clínico significativo en comparación con las terapias existentes.
2. En el supuesto de que para una sustancia de uso médico bien establecido se autorice una nueva indicación, con base en ensayos clínicos o estudios preclínicos significativos, se concederá un período no acumulativo de exclusividad de datos de un año.
3. Cuando, con base en ensayos clínicos o estudios preclínicos significativos, la autorización de medicamento sujeto a prescripción médica se haya modificado por la de medicamento no sujeto a prescripción médica o viceversa, se concederá un período de un año de exclusividad de datos para los mismos".

### Colombia
En noviembre de 2010, por medio de una Resolución gubernamental el Ministerio de Protección Social de Colombia determinó que todos los médicos del sistema de salud de ese país, sólo deberán recetar a sus pacientes medicamentos genéricos; de lo contrario, al recetar medicamentos originales (o de marca), deberían entregarse explicaciones del caso y los motivos por los cuales tomó esta decisión.

### Argentina
No existen medicamentos genéricos en el mercado argentino. Esto se debe a que no se han definido aún las normas técnicas necesarias para su reconocimiento, por parte de la Autoridad Sanitaria Nacional. Hay algunas propuestas para modificar la legislación argentina actual. Hasta ahora, legalmente sólo se hace referencia al empleo del nombre genérico.
La Ley 25.649 de “Promoción de la utilización de medicamentos por su nombre genérico” se sancionó en el mes de agosto del 2002, y se promulgó parcialmente en el mes de septiembre del mismo año. En el año 2003 se dictó el decreto 987/2003 que reglamenta la ley.  El primer párrafo del artículo 2 de la ley establece:

“Artículo 2 — Toda receta o prescripción médica deberá efectuarse en forma obligatoria expresando el nombre genérico del medicamento o denominación común internacional que se indique, seguida de forma farmacéutica y dosis/unidad, con detalle del grado de concentración”.

Dada la clasificación anterior y a pesar de las confusiones habituales, es importante señalar que en Argentina no existen los medicamentos genéricos. El mercado argentino es un mercado casi en su totalidad compuesto por “copias”. Lo que el común de la población denomina “genéricos” son en realidad medicamentos copias que emplean como nombre comercial el nombre del principio activo seguido del laboratorio que lo produce. Copias o “similares”: En esta categoría se agrupan aquellas especialidades que salen al mercado después del innovador, conteniendo el mismo principio activo, pero sin la licencia del medicamento original. Esta última situación ha llevado a confundirlos con los genéricos. Cumplen criterios de calidad y basan sus datos de seguridad y eficacia terapéutica en la documentación publicada que existe sobre dicho principio activo. La mayoría de las copias se denominan con una marca de fantasía que les permite competir con el innovador y las licencias “como uno más”. También existen copias cuyo nombre es el del principio activo bajo Denominación Común Internacional (DCI) seguido del nombre del titular o fabricante de la especialidad. Los medicamentos copia no son lo mismo que los medicamentos genéricos. Por ejemplo:
- “Copia con marca de fantasía”: El medicamento Lotrial, producido por el laboratorio Roemmers, cuyo principio activo es el enalapril, es una copia del medicamento Renitec (original), producido por el laboratorio Merck & Co.
- “Copia con nombre DCI”: El medicamento enalapril Richet, producido por el laboratorio Richet, es una copia del medicamento Renitec (original), producido por el laboratorio Merck & Co., y aunque contiene el nombre del principio activo, no es un medicamento genérico.[20]